# 罗曼·冈萨雷斯 (拳击运动员)
罗曼·冈萨雷斯（西班牙語：Román González，1987年6月17日—），尼加拉瓜职业拳击运动员。他超越了其前辈、三个级别的世界拳王亚历克西斯·阿圭略，成为了首位在四个级别中夺得拳王金腰带的尼加拉瓜拳手。他以其极具攻击性的打法而著称。
冈萨雷斯在2008年至2010年间为世界拳击协会（WBA）最轻量级拳王，2011年至2013年间为WBA轻蝇量级拳王，2014年至2016年间为世界拳击理事会（WBC）、《拳台》（The Ring）与正统蝇量级拳王，2016年至2017年间则为WBC超蝇量级拳王。此外，他曾于2015年9月至2017年3月间位列《拳台》P4P排名第一。